# Буренин, Пётр Петрович
Пётp Петро́вич Буре́нин (1810, Москва — неизвестно, не ранее 1861) — русский архитектор, один из зачинателей поиска национального русского стиля в архитектуре.

## Биография
Родился в Москве в 1810 году в семье крепостного. Ученик М. Д. Быковского и О. И. Бове. В 1837 году получил от Императорской Академии художеств звание свободного художника архитектуры. В 1838—1839 годах состоял помощником архитектора Воспитательного дома, в 1853—1862 годах — архитектор Градской больницы. Отец педагога, автора популярных учебников Константина Петровича Буренина и литературного критика, драматурга Виктора Петровича Буренина.

## Постройки
- 1832 — колокольня церкви (?), Мытищи[2];
- 1839—1869 — колокольня Храма Казанской иконы Божией Матери, Ярополец (авторство предположительно)[3]
- 1840—1843 — Собор Всех Святых и колокольня во Всехсвятском единоверческом монастыре, Москва (не сохранились)[4][2];
- 1845—1852 — Собор Николая Чудотворца, Наро-Фоминск[5];
- 1845—1858 — трапезная, приделы и колокольня церкви Николая Чудотворца, что на Пупышах, Москва, Космодамианская набережная (не сохранились)[6][2];
- 1848—1849 — колокольня Воздвижения Честного Креста Господня в Крестовоздвиженском монастыре, Москва (не сохранилась)[7][2];
- 1850—1863 — Церковь Георгия Победоносца на Георгиевском погосте, Московская область, Клинский район, близ Подтеребово[8];
- 1851—1852 — трапезная и колокольня церкви Петра и Павла, Москва, Большая Якиманка, 31 (не сохранилась; встроена в объём современного здания)[9][2];
- 1855 — трапезная церкви Казанской иконы Божией Матери у Калужских ворот, Москва (не сохранилась)[10];
- 1861—1876 — Церковь Александра Невского, Россошь[11].

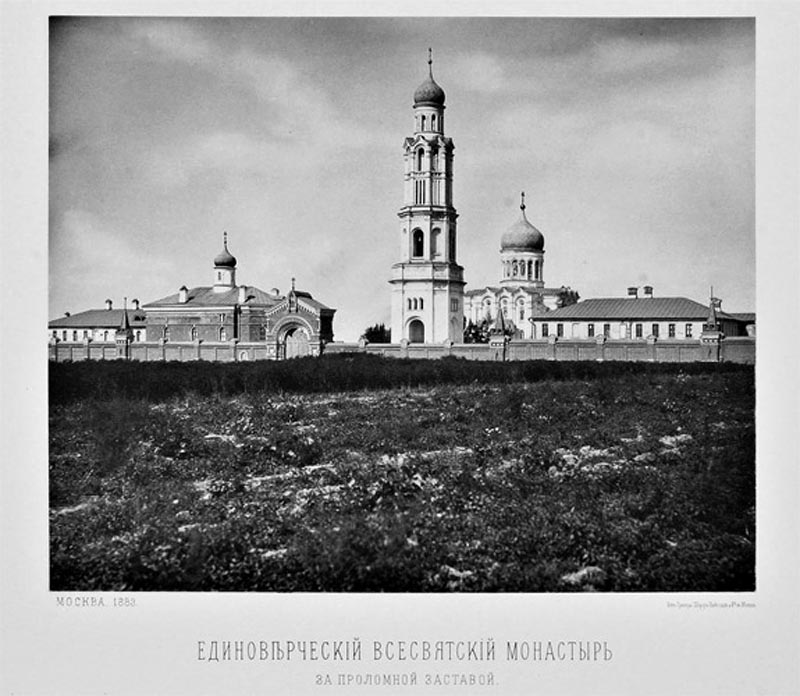
Всехсвятский единоверческий монастырь
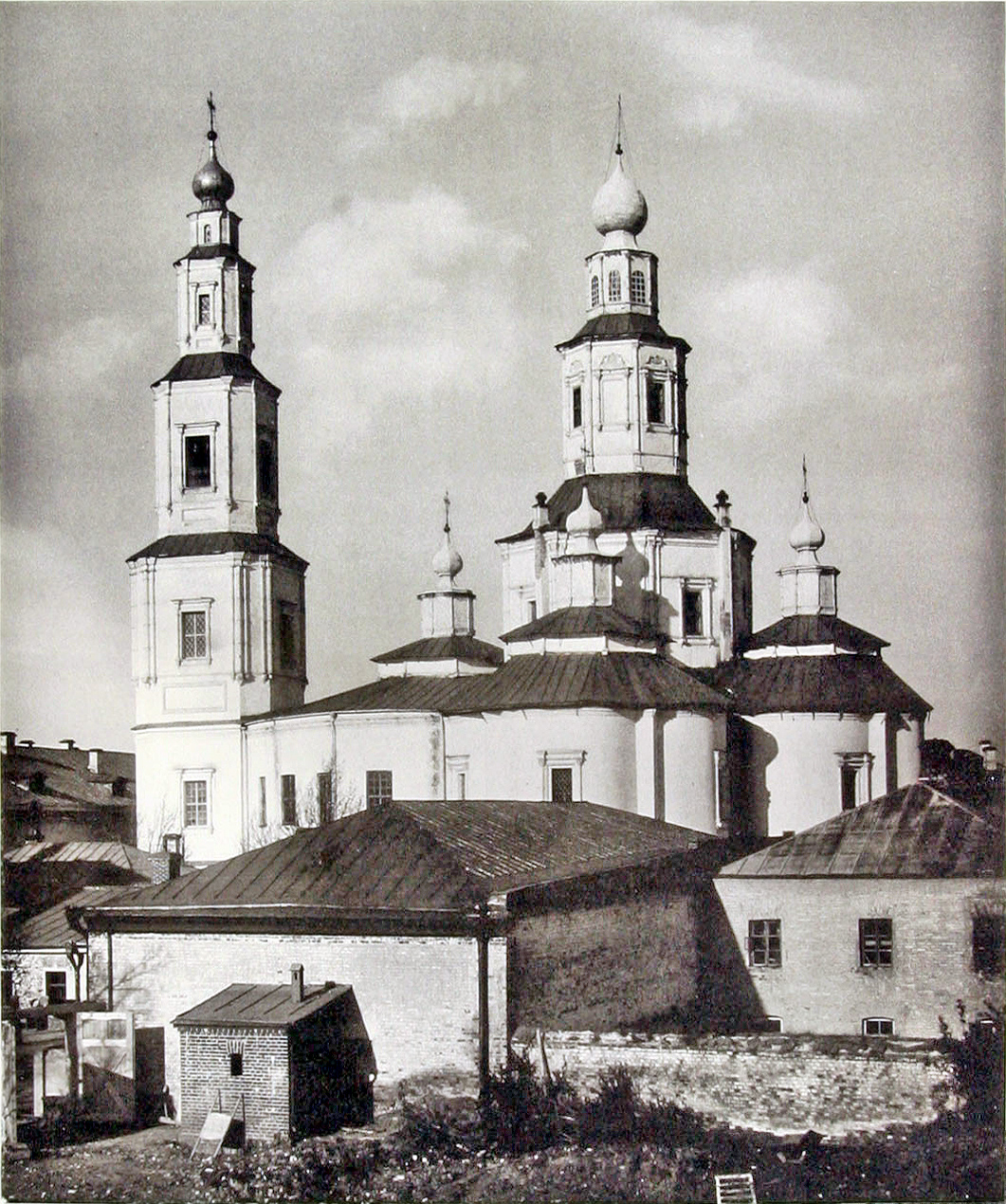
Колокольня Собора Воздвижения Честного Креста Господня
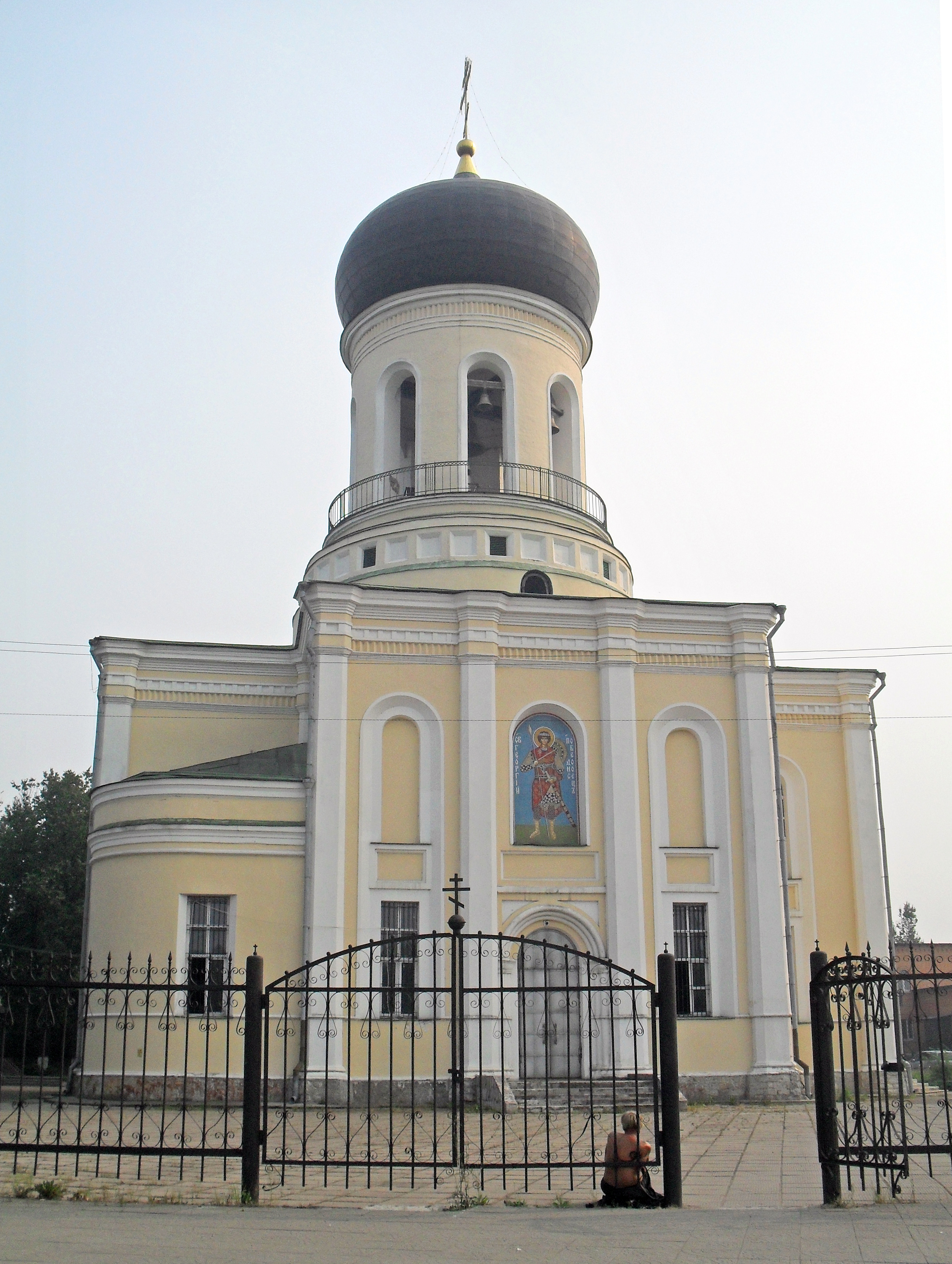
Собор Николая Чудотворца в Наро-Фоминске
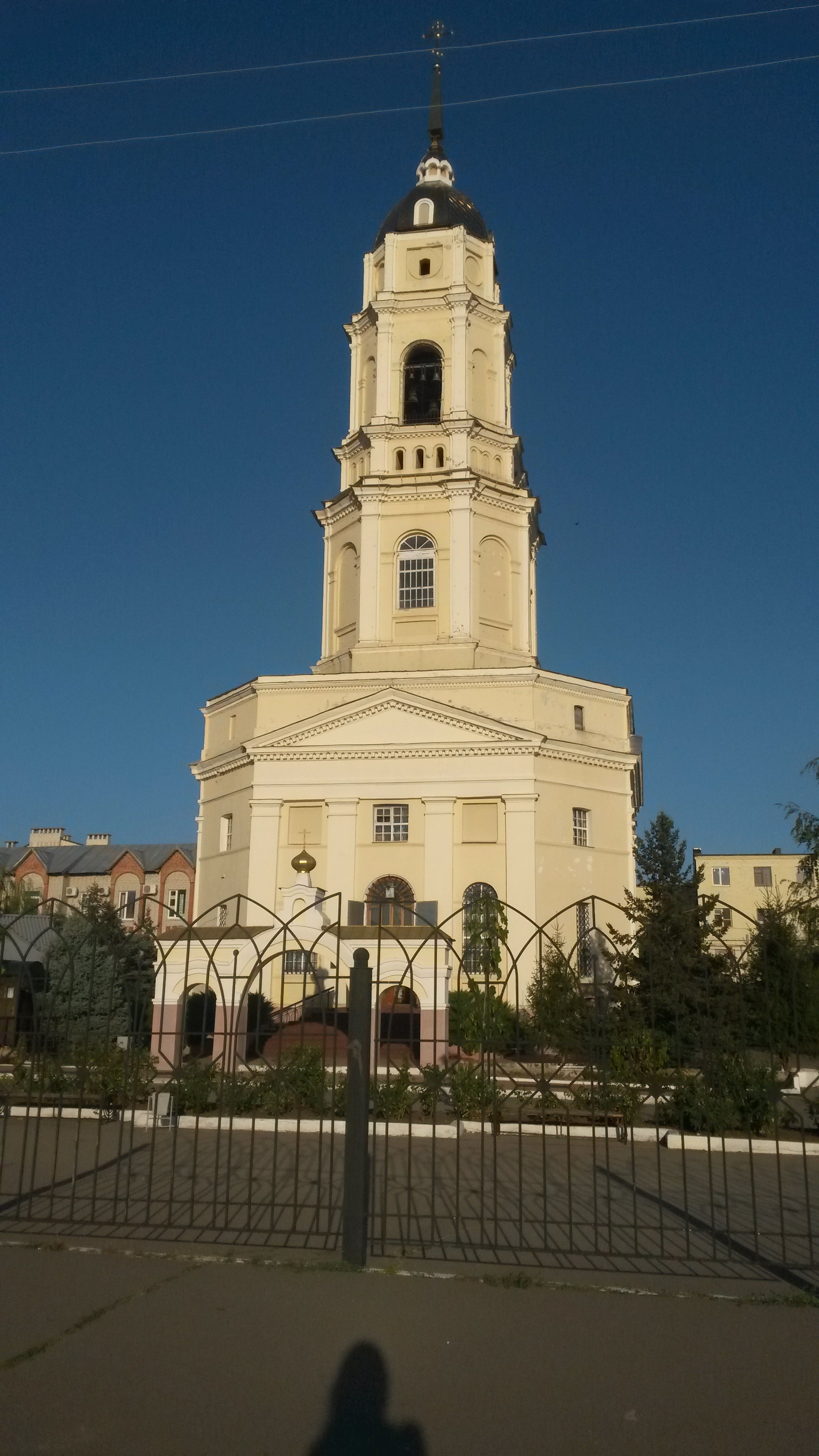
Церковь Александра Невского в Россоши
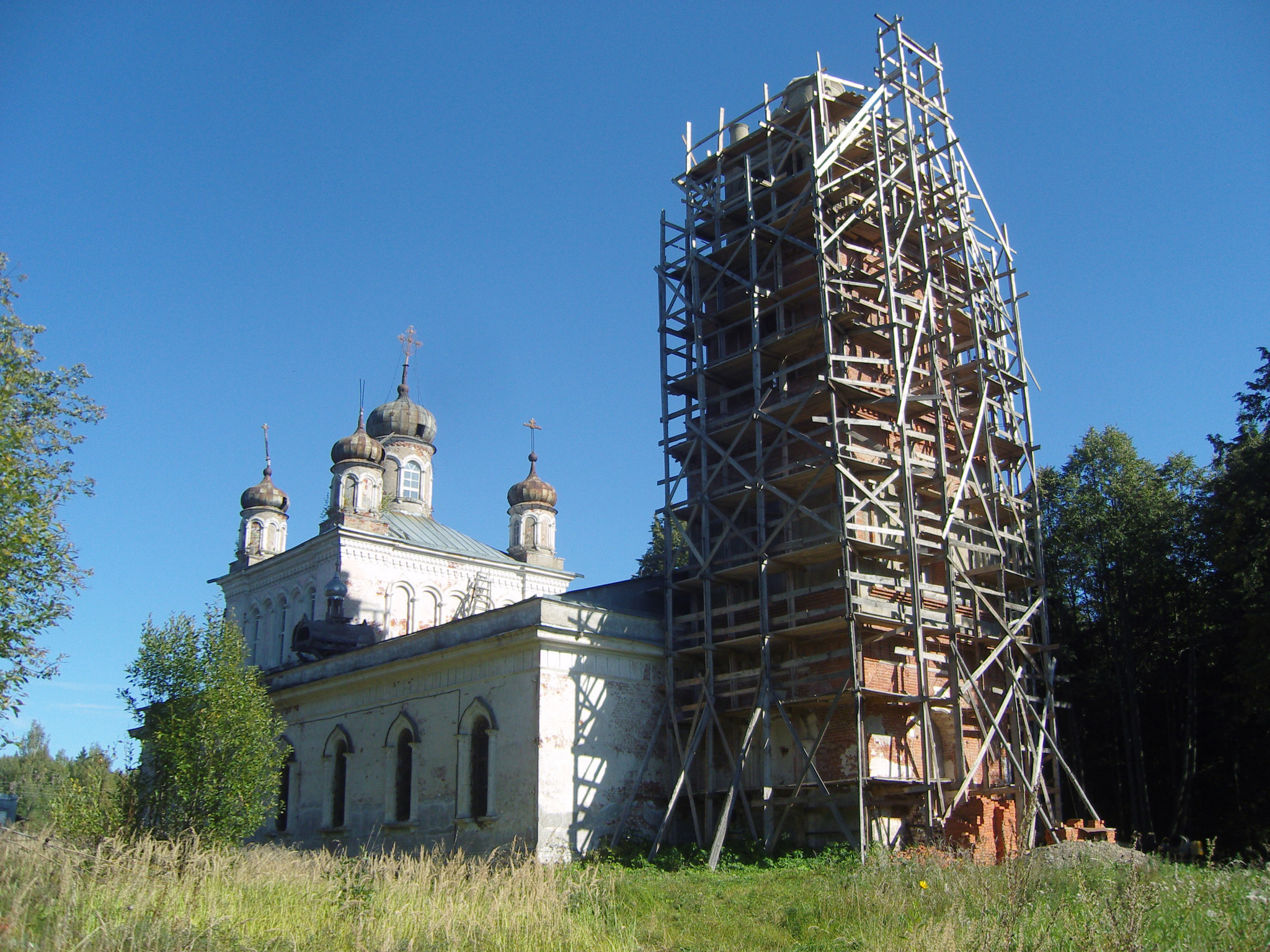
Церковь Георгия Победоносца на Георгиевском погосте